# Apple Silicon
Apple Silicon (по-рано Apple Ax) е серия процесори от типа системи на един кристал (SoC) и системи в корпус (SiP), разработени от Apple Inc., основно с използване на архитектурата ARM. Серията е в основата на компютрите Mac, а също в iPhone, iPad, телевизионната приставка Apple TV и часовника Apple Watch, както и в такива продукти, като AirPods, HomePod, iPod Touch и AirTag.
От края на 2021 г. Apple преминава при компютрите Mac от процесори Intel на Apple Silicon. За този план е обявено на WWDC 2020, състояла се на 22 юни 2020 г.; Първите компютри Mac на база на процесора Apple M1 са представени на 10 ноември 2020 г.
Apple предава производството на чиповете на аутсорсинг, но напълно контролира интеграцията им с хардуерното и програмно осигуряване на компанията. За дизайна на Apple Silicon отговаря Джони Сруджи, старши вице-президент на Apple по хардуерното осигуряване на компанията.
Първият мобилен процесор Apple A4 от серията Apple Silicon се появява на пазара през март 2010 г. През следващите години се появяват и други модели от серията А:
- Apple A4, март 2010 г.
- Apple A5, март 2011 г.
- Apple A5X, март 2012 г.
- Apple A6, септември 2012 г.
- Apple A6X, октомври 2012 г.
- Apple A7, септември 2013 г.
- Apple A8, септември 2014 г.
- Apple A8X, октомври 2014 г.
- Apple A9, септември 2015 г.
- Apple A9X, ноември 2015 г.
- Apple A10 Fusion, септември 2016 г.
- Apple A10X Fusion, юни 2017 г.
- Apple A11 Bionic, септември 2017 г.
- Apple A12 Bionic, септември 2018 г.
- Apple A12X Bionic, октомври 2018 г.
- Apple A12Z Bionic (2019)
- Apple A13 Bionic (2019)
- Apple A14 Bionic (2020)
- Apple A15 Bionic (2021)
- Apple A16 Bionic (2022)
- Apple A17 Pro (2023)

Освен А-серии, в рамките на Apple Silicon са разработени за различни цели още S, T, W, H, U и M серии.